# Léopold Nègre
Pour les articles homonymes, voir Nègre (homonymie).
Léopold Nègre, né à Montpellier, le 15 juin 1879 et mort à Paris le 29 juillet 1961, est docteur en médecine et docteur en sciences naturelles, chercheur à l'Institut Pasteur au début du XXe siècle.

## Aperçu biographique
Son père, Léopold Nègre, pasteur de l'Église réformée et de souche cévenole, meurt avant sa naissance. 
Il épouse Suzanne Charon, petite-fille du pasteur John Bost ; le couple a cinq enfants : André, Pierre, Yvonne, Jacques (1912-1913)  et Étienne, jumeaux.
En 1910, il est chef du laboratoire des analyses microbiennes de l'institut Pasteur d'Alger.
En 1919, il rejoint l'équipe du laboratoire de la tuberculose de l'institut Pasteur de Paris dirigée par Albert Calmette où il participe aux recherches sur le BCG et notamment à son application. Il met au point la première technique de vaccination. 
Il défend le BCG quand il est attaqué en Allemagne. En 1929 éclate le drame de Lübeck : 71 enfants sont morts après avoir été vaccinés. Il démontre alors qu'il s'agit d'un défaut de fabrication — le vaccin fabriqué sur place fut accidentellement contaminé — qui ne met pas en cause le BCG lui-même.
Avec Alfred Boquet, il met au point, avant la découverte des antibiotiques, un traitement de la tuberculose, l'antigène méthylique, dont le rôle était de renforcer le système immunitaire contre la tuberculose,.
Il meurt à Paris le 29 juillet 1961. Il est enterré à Nocé (Orne).

## Titres et distinctions
- Chef de laboratoire à l'Institut Pasteur d'Algérie (1910)
- Chef de laboratoire à l'Institut Pasteur de Paris (1919)
- Chef de service à l'Institut Pasteur de Paris (1931)
- Officier de la Légion d'honneur[4] en 1939.
- Président de la Société française de la tuberculose en 1950.
- Membre de l'Académie de médecine en 1951.

## Hommages
- « Qu’il nous soit donc permis de féliciter très respectueusement le nouvel académicien qui allie à des qualités intellectuelles hors de pair les qualités morales d’un vrai huguenot digne de la lignée de ses ancêtres cévenols et qui font que l’homme ne le cède en rien au savant » (H. Gounelle, La vie médicale, 1951.)
- « Sa vie demeure, pour nous tous, un très grand exemple de probité et de désintéressement que devront méditer les jeunes générations à qui incombe la lourde charge de maintenir, à travers le monde, le rayonnement intellectuel de notre pays. » (Ch. Gernez-Rieux, Bulletin de l’Académie Nationale de Médecine, 1962.)

## Œuvres et publications
- Quelques recherches sur le cancer spontané et le cancer expérimental des souris (1910)
- Contributions à l'étude des microbes thermophiles, Étude biologique de la flore bactérienne thermophile du Sahara, Recherches expérimentales sur l'évolution de la Sarcosporidie de la Souris (1918)
- Lymphangite épizootique des solipèdes, Contribution à l'étude des mycoses (1920) avec Alfred Boquet
- L'Antigène méthylique dans la recherche des anticorps tuberculeux et dans le traitement de la tuberculose expérimentale des petits animaux de laboratoire (1925) avec Alfred Boquet
- Action des extraits méthyliques de bacilles tuberculeux, préalablement dégraissés par l'acétone, sur les tuberculoses externes, avec (1926) avec Alfred Boquet
- Prémunition des nouveau-nés contre la tuberculose par le vaccin B.C.G. (1921 à 1926) par Albert Calmette, Camille Guérin, Léopold Nègre, Alfred Boquet
- Antigénothérapie de la tuberculose par les extraits méthyliques de bacilles de Koch (1927 ) avec Alfred Boquet
- Le traitement de la tuberculose par l'antigène méthylique (antigénothérapie) (1932)
- « L'Institut Pasteur et son œuvre scientifique », allocution prononcée le 17 mai 1935
- L'infection bacillaire et la tuberculose chez l'homme et chez les animaux, Étude biologique et expérimentale,  Vaccination préventive, par Albert Calmette, 4e édition entièrement revue et complétée par Alfred Boquet et Léopold Nègre (1936)
- Albert Calmette, sa vie, son œuvre scientifique (1939) avec Noël Bernard
- Vaccination par le B.C.G. par scarifications cutanées (1942) avec Jean Bretey
- Manuel technique de microbiologie et de sérologie, par Albert Calmette, 4e édition entièrement refondue par Alfred Boquet, Léopold Nègre et Jean Bretey (1948)
- Les lipoïdes dans les bacilles tuberculeux et la tuberculose, Application de l'antigène méthylique au traitement de la tuberculose et à la recherche des anticorps tuberculeux (1950)
- Les bacilles de Koch incomplètement évolués dans l'infection tuberculeuse (1955) avec Jean Bretey
- Prévention et traitement spécifiques de la tuberculose par le B.C.G. et par l'antigène méthylique, étude de leurs modes d'administration et de leurs mécanismes d'action (1956)
- Le problème du cancer Un précurseur : Amédée Borrel (1957)